# Їржі Єслінек
Їржі Єслінек (чеськ. Jiří Jeslínek; * 30 вересня 1987, Прага, ЧССР) — чеський футболіст, півзахисник «Млади Болеслав» та, в минулому, молодіжної збірної Чехії.

## Клубна кар'єра
Вихованець празького футболу, до 1997 року займався у дитячій школі місцевої «Дукли», згодом навчався у дитячо-юнацькій школі «Спарти».
Дорослу футбольну кар'єру розпочав у головній команді «Спарти» восени 2005 року, втім закріпитися у команді не зміг і вже влітку 2006 року був відданий до оренди до клубу «Динамо» з міста Чеські Будейовиці.
В наступному виступав на умовах оренди ще у низці чеських клубів, лише епізодично повертаючись до празької «Спарти», у складі якої протягом 2005—2010 років сумарно відіграв лише у 12 матчах чемпіонату Чехії.
На початку 2011 року уклав трирічний контракт з представником української Прем'єр-ліги криворізьким «Кривбасом», у складі якого дебютував у першому ж матчі весняної частини сезону 2010-11 проти «Оболоні». В подальшому був основним півзахисником криворізької команди, за яку виступав до літа 2013 року, поки клуб не було розформовано.
В липні 2013 року повернувся на батьківщину і на правах вільного агента підписав контракт з «Младою Болеслав».

## Виступи за збірні
Залучався до юнацьких збірних команд Чехії з 16-річного віку. Грав за юнацькі та молодіжні збірні країни усіх вікових категорії. У складі молодіжної збірної U-21 у 2007—2008 роках провів 5 матчів, в яких двічі відзначався забитими голами.

## Титули і досягнення
- Володар Кубка Чехії (1):

«Спарта» (Прага): 2005-06
- Володар Суперкубка Чехії (1):

«Спарта» (Прага): 2010